# Ервін Баллабіо
Ервін Баллабіо (нім. Erwin Ballabio, 20 жовтня 1918, Беттлах — 4 березня 2008, Гренхен) — швейцарський футболіст, що грав на позиції воротаря. По завершенні ігрової кар'єри — тренер.
Виступав, зокрема, за клуб «Гренхен», а також національну збірну Швейцарії. Згодом був головним тренером в обох цих командах.

## Клубна кар'єра
Займався футболом у футбольній школі клубу «Гренхен». Спочатку грав у захисті, але згодом був переведений юнацьким тренером на воротарську позицію.
За головну команду «Гренхена» дебютував 1934 року у 16-річному віці. Поступово став основним воротарем клубу і грав за нього до завершення кар'єри у 1956. Виступи за «Гренхен» переривалися у 1940–1941 та 1946–1948 роках, коли Баллабіо захищав кольори відповідно «Лозанни» та «Туна», за які грав у рамках програми професійного навчання.
Після завершення ігрової кар'єри у 1956 році ще одного разу брав участь в офіційній грі — 1959 року 40-річний Баллабіо вийшов на поле у фінальній грі Кубка Швейцарії 1958/59 у складі все того ж «Гренхена», який він на той час тренував. Основний воротар команди не міг допомогти команді через травму і тренер вирішив особисто «закрити» цю позицію. Баллабіо відстояв у тій грі «на нуль», що дозволило його команді з рахунком 1:0 обіграти «Серветт» та здобути таким чином єдиний національний трофей у своїй історії.

## Виступи за збірну
1938 року молодий воротар, що не мав досвіду виступів за збірну, був включений до заявки національної збірної Швейцарії для участі у тогорічному чемпіонаті світу, що проходив у Франції. На мундіалі залишився резервним воротарем.
Натомість уже наступного 1939 року дебютував у офіційних матчах у складі швейцарської національної команди. До 1947 року лишався основним воротарем збірної, проте провів у її складі лише 27 матчів, оскільки майже вся його кар'єра прийшлася на Другу світову війну, під час якої ігри збірних майже не проводилися.

## Кар'єра тренера
Розпочав тренерську кар'єру, ще продовжуючи грати на полі, 1955 року, очоливши тренерський штаб клубу «Гренхен». Наступного року зосередився на тренерській роботі, тренував команду рідного клубу до 1965 року.
24 травня 1967 року змінив Альфредо Фоні на посаді головного тренера збірної Швейцарії. Під його керівництвом збірна не змогла подолати відбір на Євро-1968. Він продовжив працювати з командою, проте швейцарці невдало провели і відбір на ЧС-1970, по завершенні якого 2 листопада 1969 року Баллабіо був звільнений.
Помер 4 березня 2008 року на 90-му році життя у місті Гренхен.

## Титули
- Володар Кубка Швейцарії: 1958/59 (як тренер і як гравець)